# Ibn al-Itnaba al-Khazrají
Amr ibn Àmir ibn Zayd-Manat al-Khazrají, més conegut com a Ibn al-Itnaba al-Khazrají, fou un poeta àrab del segle vi. Va viure en temps del rei làkhmida Abu-Qabus an-Numan (III) ibn al-Múndhir (582-602).
Va escriure uns versos considerats genials sobre la valentia al camp de batalla.